# کاشلی‌کایا (چیلدیر)
کاشلی‌کایا (به ترکی استانبولی: Kaşlıkaya) یک منطقهٔ مسکونی در ترکیه است که در چیلدیر واقع شده‌است.